# Гиларий (папа римский)
См. также Иларий и Иларий Пиктавийский
Гила́рий (Ила́рий) (лат. Hilarius PP.; ? — 29 февраля 468) — папа римский с 19 ноября 461 года по 29 февраля 468 года.

## Биография
Происходил с острова Сардиния, был учеником Льва Великого. Как архидиакон папы Льва он решительно боролся за права Римского престола и решительно выступал против осуждения Флавиана Константинопольского на Втором Соборе в Эфесе в 449 году по вопросу о ереси Евтихия. В соответствии с письмом к императрице Пульхерии, найденным среди писем Льва I, Гиларий извинился, что ей не доставили послание папы после синода. Диоскор Александрийский пытался помешать его поездке в Рим или Константинополь, но Гиларий с большим трудом всё-таки смог довести до понтифика весть о результатах совета.
Как папа римский он продолжил политику своего предшественника Льва, который в споре с епископом Арля получил от Валентиниана III знаменитый рескрипт 445 года, подтверждающий главенство Римского епископа. Гиларий продолжил укреплять папский контроль над епископской дисциплиной. В Нарбоне Гермес, бывший архидиакон, был выдвинут своим предшественником Рустиком в качестве нового епископа без специального разрешения папы Льва. Гиларий созвал синод в 462 году, который утвердил Гермеса на должности. По результатам синода папа издал энциклику, в соответствии с которой все важные вопросы должны были быть представлены на одобрение Апостольского Престола. Ни один епископ не мог оставить свою епархию без письменного разрешения своего митрополита, а церковное имущество не могло быть отчуждено, пока синод не рассмотрел бы причину продажи.

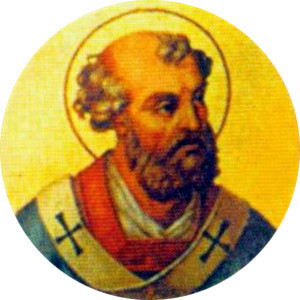
Гиларий

Вскоре после этого папа оказался вовлечён в другой епархиальный спор. В 463 году Мамертий из Вьена был освящён епископом Ди, хотя этот приход, по указу Льва I, принадлежал столичной епархии Арля. Когда Гиларий узнал об этом, он дал указание Леонтию из Арля созвать большой Синод епископов для разрешения этого дела. Синод состоялся и на основании доклада епископа Антония папа издал указ, датированный 25 февраля 464 года, в котором епископу Веранию было поручено предупредить Мамертия о том, что если в будущем он не будет воздерживаться от неправильного рукоположения, его кафедры будут изъяты. Таким образом, первосвятительские привилегии епископа Арля были оставлены в силе.
Усилия Гилария не пропадали даром: многие епископы действительно стали обращаться за разрешением к папе при решении ключевых вопросов. Так, Силуан, епископ Калахорры, нарушил церковные законы и просил прощения у папы, а епископ Барселоны Нундинарий перед смертью выразил пожелание папе, чтобы его преемником был выбран Ириней. Эта просьба была удовлетворена, и Синод Таррагоны подтвердил назначение Иринея.
В Риме Гиларий усердно трудился, чтобы противостоять указу императора Прокопия Антемия о терпимости в отношении раскольнических сект 467 года, инициированному фаворитом императора по имени Филофей, который поддерживал македонскую ересь. Во время одного из визитов императора в Собор Святого Петра папа открыто призвал его к ответу за поведение его любимца, увещевая его у могилы Святого Петра и требуя обещать, что император не позволит утверждения ни одной раскольнической секты в Риме.
Гиларий присутствовал на Четвёртом Вселенском Соборе. Сохранилась официальная переписка Гилария.

## Благотворительность
Гиларий тратил огромные деньги на украшение церквей. В Латеранском соборе, в базиликах Св. Петра, Св. Павла и Св. Лаврентия он завёл самую ценную утварь. Он возвёл часовню Святого Креста, открыл несколько монастырей, две общественные бани и библиотеки возле базилики Сан-Лоренцо-фуори-ле-Мура, где он и был похоронен.

## Почитание
Праздник в честь Гилария отмечается 17 ноября или 28 февраля.